# Vervoermaatschappij De Noord-Westhoek

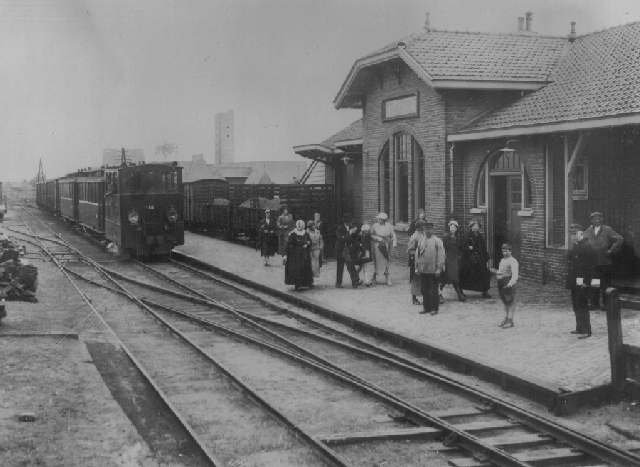
Stoomtram van ZB aan het beginpunt, station Zwolle Veerallee.

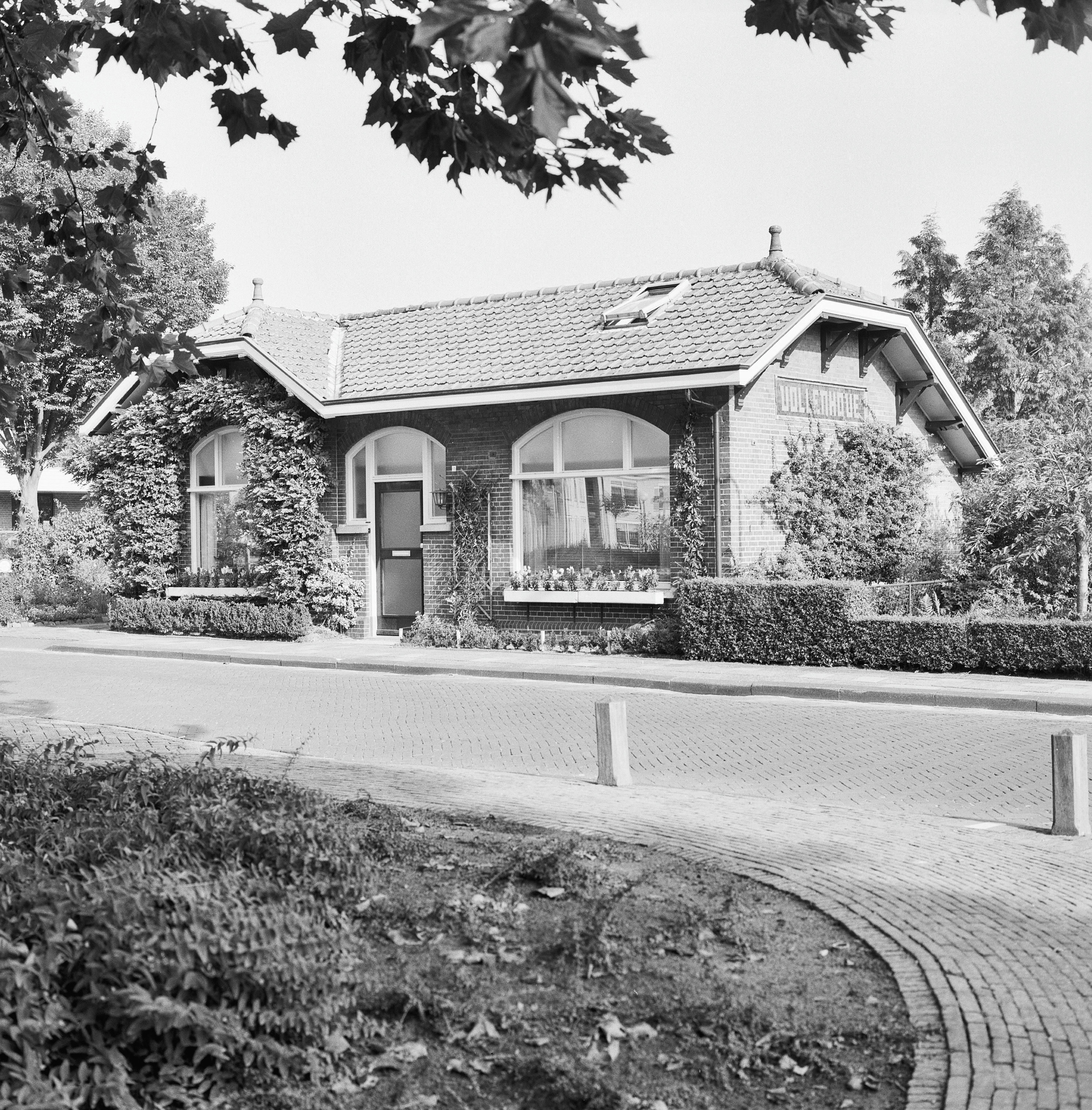
Voormalig tramstation Vollenhove in september 1997.

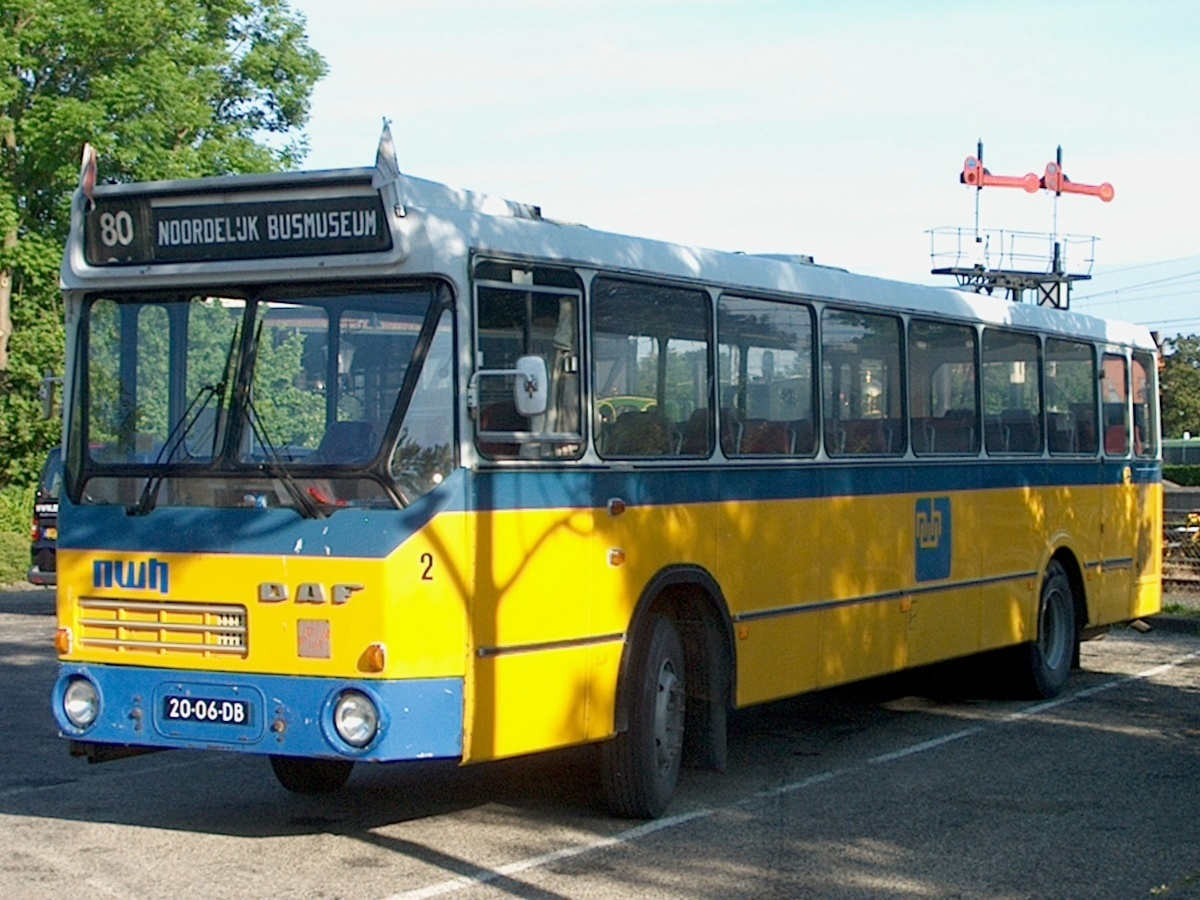
Noord-Westhoek bus 2, bouwjaar 1975, eigendom van het Nationaal Bus Museum, op 24 mei 2008 in Hoorn.

De N.V. Vervoermaatschappij De Noord-Westhoek (NWH) te Zwartsluis, voortzetting van de N.V. Spoorweg-Maatschappij Zwolle - Blokzijl (ZB) te Zwolle, was van 1938 tot 1992 een Nederlandse autobusonderneming, die openbaar vervoer verzorgde in de Kop van Overijssel.

## Geschiedenis

### Tram
De Spoorweg-Maatschappij Zwolle - Blokzijl te Zwolle werd opgericht op 13 september 1904. Pas op 11 maart 1914 begonnen de trams te rijden op de stoomtramlijn van Zwolle via Hasselt, Zwartsluis en Vollenhove naar Blokzijl, met een zijlijntje naar de haven van Vollenhove. De 33 kilometer lange lijn was aangelegd op kaapspoor (spoorwijdte 1067 mm). De exploitatie geschiedde door de Nederlandsche Centraal-Spoorweg-Maatschappij (NCS), vanaf 1 mei 1919 door de Staatsspoorwegen.

### Bus
Al na twintig jaar werd de stoomtramdienst per 1 september 1934 vervangen door een busdienst. Tussen 1935 en 1940 werd het buslijnennet uitgebreid in geheel Noordwest-Overijssel en een klein stukje Drenthe (Meppel). Vanwege deze uitbreidingen werd per 29 december 1938 de maatschappijnaam Zwolle - Blokzijl gewijzigd in De Noord-Westhoek, terwijl het hoofdkantoor verhuisde van Zwolle naar Zwartsluis.
Na de bevrijding van Nederland werd de bedrijfsleider, die aanhanger was geweest van de NSB, van zijn taak ontheven. Om de NWH weer op de been te helpen werd op 26 september 1945 een belangengemeenschap aangegaan met de DABO te Meppel. De directeur van dat bedrijf, L. Lambers Jzn., werd tevens directeur van de NWH.
In 1946 kreeg men ook de concessie voor het busvervoer in het oostelijk gedeelte van de Noordoostpolder. Verdere activiteiten werden de veerdienst over het Zwarte Water bij Genemuiden vanaf 1950, de stadsdienst Kampen (1951-1957) en de in 1953 van de Salland overgenomen lijn Genemuiden - Kampen. Een poging om van dit bedrijf ook de lucratieve lijn Zwolle - Kampen - Emmeloord - Urk over te nemen, slaagde niet. Het argument dat de Noordoostpolder niet gebaat was bij een verdeling over drie vervoerbedrijven (het derde was de Friese ZWH), maakte geen indruk.
Na de dood van directeur Lambers werd de NWH per 17 augustus 1954 losgemaakt van de DABO en ging zelfstandig verder. Voor zover er nog particuliere aandeelhouders waren, werden die uitgekocht en zo kregen de gemeenten in het vervoersgebied en de provincie Overijssel alle aandelen in handen.
Toen in 1976 het vervoersgebied van het busbedrijf Salland werd verdeeld tussen VAD en Flevodienst, probeerde de NWH opnieuw de lijn Zwolle - Urk toegewezen te krijgen, maar deze poging was al even vergeefs als de vorige.

### Einde
De lokale en provinciale overheden droegen in de jaren tachtig hun aandelen NWH over aan de NV Aandelenbezit Streekvervoer. Blijkbaar lag de toekomst van het bedrijf toch meer in oostelijke dan in westelijke richting, want met de opvolger van de vroegere partner DABO, de DVM, is de NWH op 1 januari 1992 gefuseerd tot DVM/NWH. Op 1 januari 1996 fuseerde de DVM/NWH met de FRAM tot VEONN, een bedrijf dat nog geen drie jaar bestaan heeft. Per 30 september 1998 werd de VEONN overgenomen door Arriva. Per 22 april 1999 begonnen de bussen deze naam te voeren. In september 2005 werden alle lijnen van wat voorheen de NWH was, na een aanbesteding overgenomen door Connexxion, van 2013-2023 door dochtermaatschappij OV Regio IJsselmond en sinds 2023 door EBS. De bedrijfsnaam bestaat echter nog steeds en wordt door Arriva gebruikt.

## Museumbussen
Van het trammaterieel van ZB is niets overgebleven. Wel is nog een aantal bussen bewaard gebleven.
| Nummer | Bouwjaar | Bewaard door         | Opmerking                                               | Afbeelding |
| ------ | -------- | -------------------- | ------------------------------------------------------- | ---------- |
| 52     | 1952     | Nationaal Bus Museum | Scania-Vabis / Hainje. Inmiddels afgevoerd voor sloop.  |            |
| 2      | 1975     | Nationaal Bus Museum | DAF SB1602 met carrosserie van ZABO                     |            |
| 36     | 1986     | Nationaal Bus Museum | DAF MB200 / Den Oudsten standaardstreekbus, Arriva 3585 |            |